# Columna persa
Les columnes perses són la forma distintiva de columna desenvolupada en l'arquitectura aquemènida de l'antiga Pèrsia, probablement poc abans del 500 abans de la nostra era. Es coneixen principalment per Persèpolis, on les enormes columnes principals tenen una base, un fust acanalat i un capitell amb un doble animal, la majoria amb braus. Els palaus aquemènides tenien enormes sales hipòstiles anomenades apadanes, que se sostenien amb fileres de columnes. La sala de les cent columnes o "Saló de les Cent Columnes" de Persèpolis, que té 70 x 70 m, la va construir el rei aquemènida Artaxerxes I. La sala d'apadana és més gran encara. Ambdues incloïen sovint un tron reial i es feien servir per a aplecs cerimonials; la més gran de Persèpolis i Susa podria encabir deu mil persones alhora.
Els aquemènides tenien poca experiència en arquitectura de pedra; podien, però, importar artistes i artesans de tot l'imperi per a crear un estil imperial híbrid basat en influències de les nacions sotmeses, com ara Grècia, Mesopotàmia, Egipte i Lídia a Anatòlia, així com Elam a Pèrsia. L'estil es va desenvolupar segurament en el Palau de Darios el Gran de Susa; els jaciments més nombrosos i complets, però, se'n troben a Persèpolis, on algunes columnes encara romanen en peus. La construcció de l'edifici imperial en aquest estil es va detenir abruptament amb la invasió d'Alexandre el Gran al 330 ae, quan va incendiar Persèpolis.

## Descripció
Les formes de columnes i capitells varien una mica entre els edificis. A grans trets, els capitells estan tallats amb dos animals adossats molt ben decorats que sobreïxen de la columna. Aquests funcionen com a suports per a les bigues de l'arquitrau o sostre, mentre que els suports plans dels animals sostenen les bigues en angle recte. Com els animals es projecten en alts relleus, poden dir-se pròtoms. Generalment, a Persèpolis hi ha tres tipus de capitells: el de toro, que és el més comú; el capitell de doble cap de lleons i el capitell adossat de cap d'home; i també capitells de grius amb caps d'àguiles i cossos de lleons.

El capitell és molt més llarg que el de la majoria d'altres estils de columnes. Mentre que algunes columnes més menudes passen dels animals al fust llis de sota, les més grans tenen una llarga secció intermèdia amb voluta doble a la part de dalt i invertida a la part de baix d'una llarga zona quadrada estriada, tot i que el fust de la columna siga redó. A la part superior del fust estriat redó hi ha dues seccions, la part de dalt és una forma de "capitell de palma", que s'estén conforme s'eleva, i les fulles inferiors que s'insinuen cauen cap avall. Altres capitells tenen animals i els dos elements inferiors plantes, però no pas la secció intermèdia amb les volutes. Hi ha motllures petites entre els elements, que reflecteixen un estil grec. Les banyes i les orelles dels animals són sovint peces separades, encaixades amb taps quadrats. Les columnes es polien i pintaven, si més no els capitells, quan eren de fusta sobre una capa de guix. L'estil reflecteix influències de les moltes cultures conquerides per l'Imperi persa, com ara Egipte, Babilònia, Lídia i Grècia, on els perses dominaren durant un temps; el resultat final és una fusió clarament persa.
Es creu que les columnes de pedra que van sobreviure foren successores de versions de fusta, i aquestes darreres van continuar usant-se. La substitució de la fusta per la pedra degué ocórrer quan es va fer difícil o impossible obtenir arbres prou grossos per als edificis més grans. Els fusts de les columnes poden arribar fins a 20 m. La base n'és de pedra fins i tot en les columnes de fusta i, a vegades, duu una inscripció que explica quin rei havia erigit l'edifici. N'és important que els obrers al principi col·locaven les columnes i després les gravaven o polien perquè no es trencassen o danyassen.

## Ús i influència
La forma completa de la columna persa sembla emprada només en uns pocs indrets fora de Pèrsia: a Armènia i a les colònies d'Ibèria. Les columnes influïren en els pilars d'Aixoka alçats a l'Índia uns 80 anys després que Alexandre el Gran destruís l'Imperi persa i en altres construccions imperials de l'arquitectura de l'Imperi Màuria. El molt més petit Capitell de lleó de Mathura de l'any 0 mostra una clara influència d'aquesta mena de columna. Es poden veure en decoració en relleu al voltant de les stupa budistes de Gandhara del segle II o III. L'estil no es va desenvolupar a Pèrsia en si, però els elements continuaren apareixent en dinasties posteriors abans de l'arribada de l'islam.

## Ressorgiment modern
Des del segle xix ha ressorgit la forma persa completa de la columna, al principi pels parsis de l'Índia, i per arquitectes eclèctics d'Europa, i més tard s'han utilitzat en edificis públics a l'Iran amb la dinastia Pahlevi (des del 1925), tot i que l'antic palau reial, al Jardí d'Afai-Abad, del 1863, n'empra provisionalment alguns elements dels capitells.
Reza I, el primer pahlevi xa de l'Iran, va promoure l'interés pels aquemènides per a fomentar el nacionalisme iranià i donar suport a la legitimitat del seu règim. Alguns edificis importants de Teheran es supervisaren quant a l'autenticitat de l'estil pels arqueòlegs europeus, sobretot André Godard, Maxime Siroux (tots dos també arquitectes), i Ernst Herzfeld, que havia estat dut a l'Iran per a excavar i capacitar estudiants. Entre aquests edificis es troben la seu de la policia i la del Banc Melli de l'Iran.
Tot i que la República Islàmica de l'Iran prefereix els edificis pertanyents a l'arquitectura islàmica, les columnes en miniatura del Pavelló de Savis donat a l'Oficina de l'ONU a Viena el 2009 són perses.

## Galeria

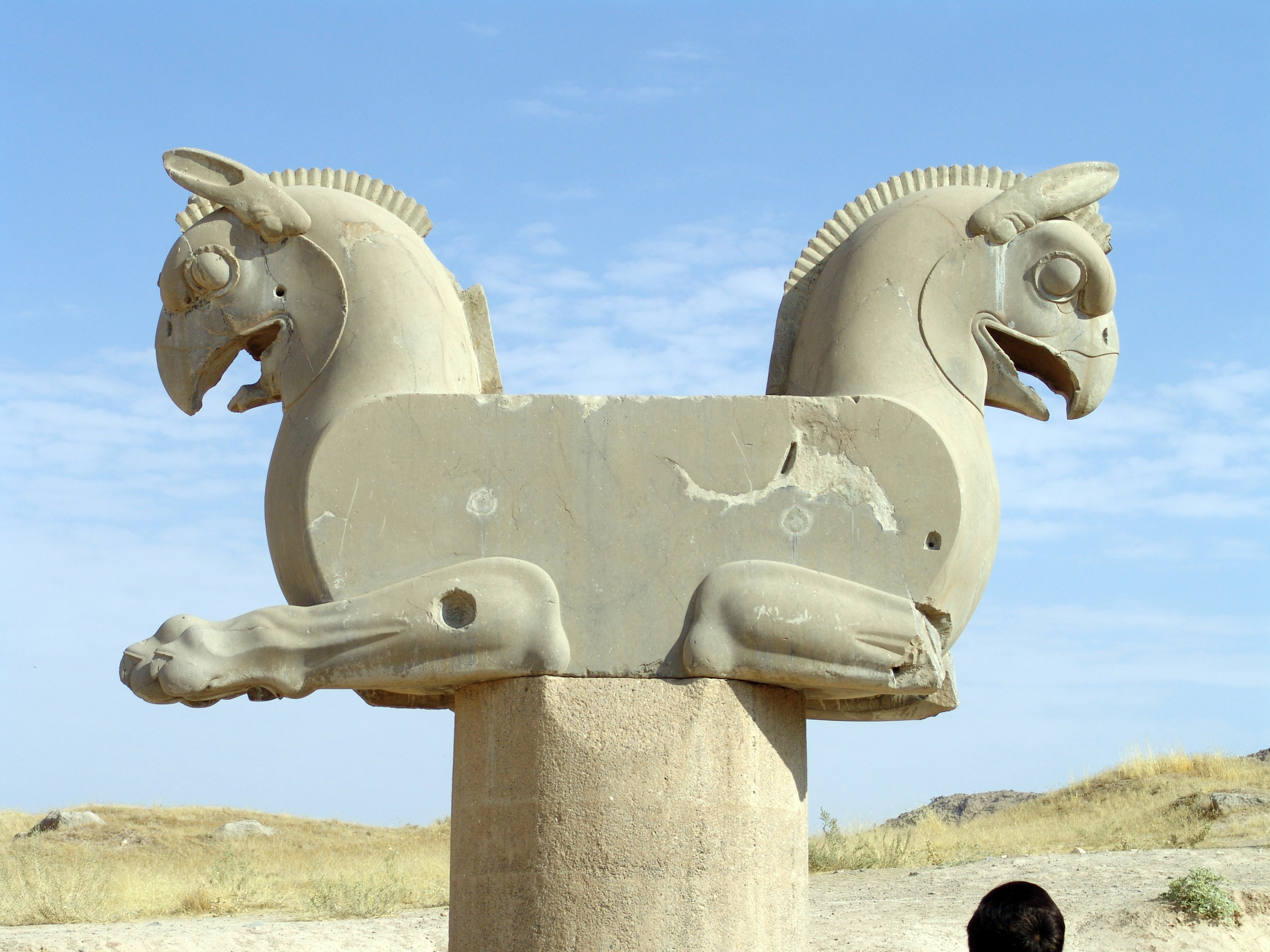
Capitell amb grius a Persèpolis. Les bigues del sostre en degueren tapar la cara lateral plana
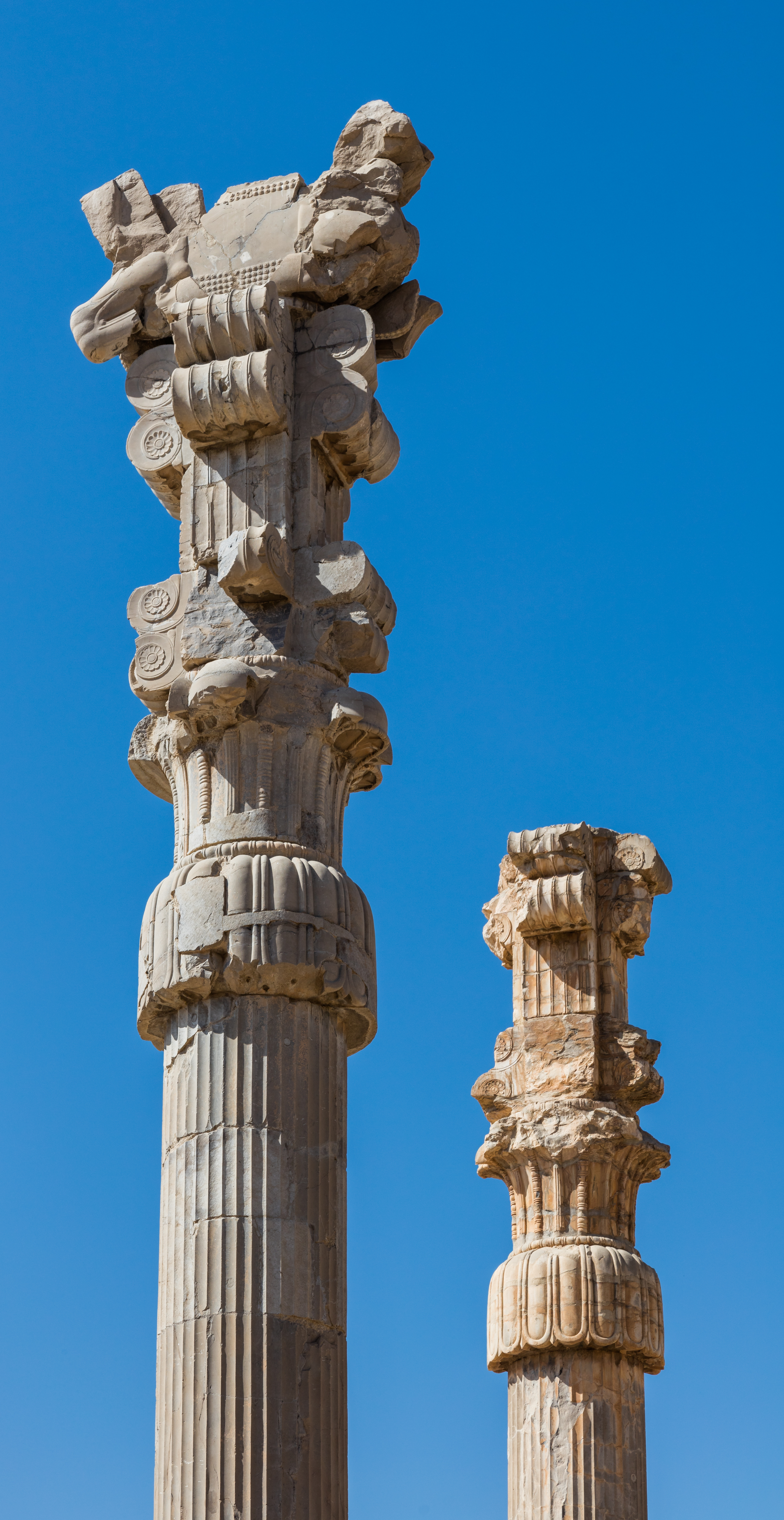
Ruïnes de Persèpolis
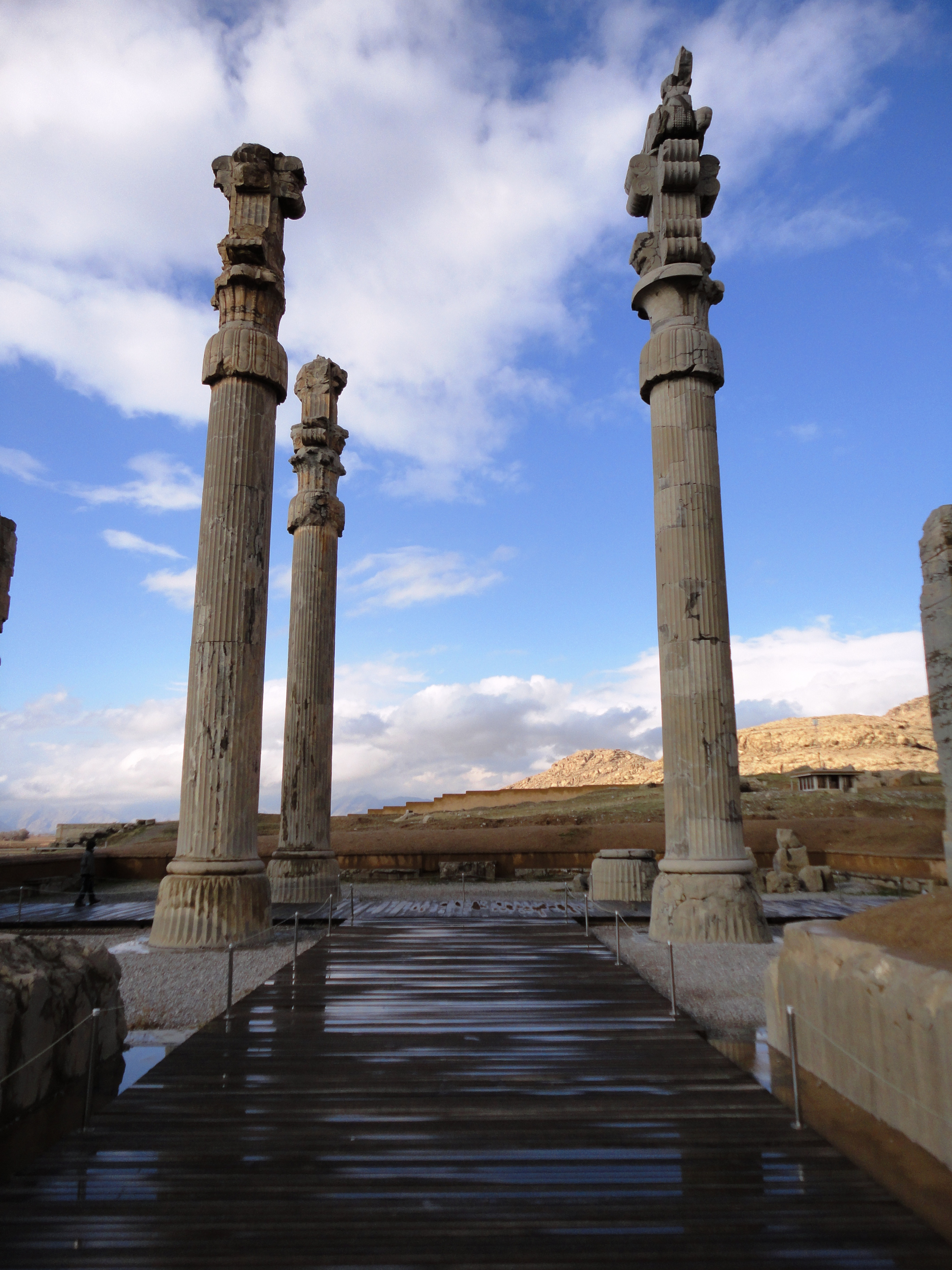
Ruïnes de Persèpolis
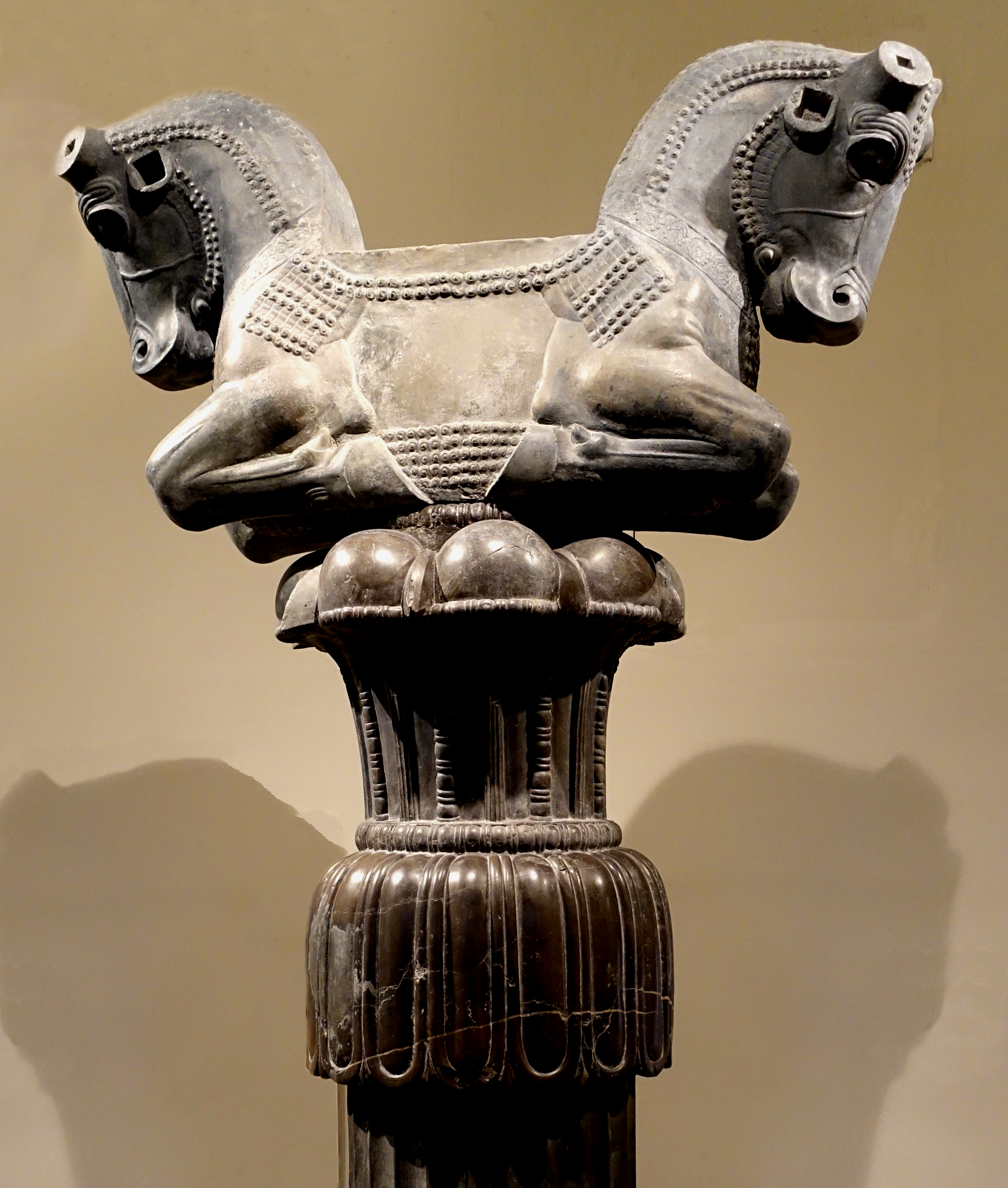
Capitell aquemènida de Persèpolis
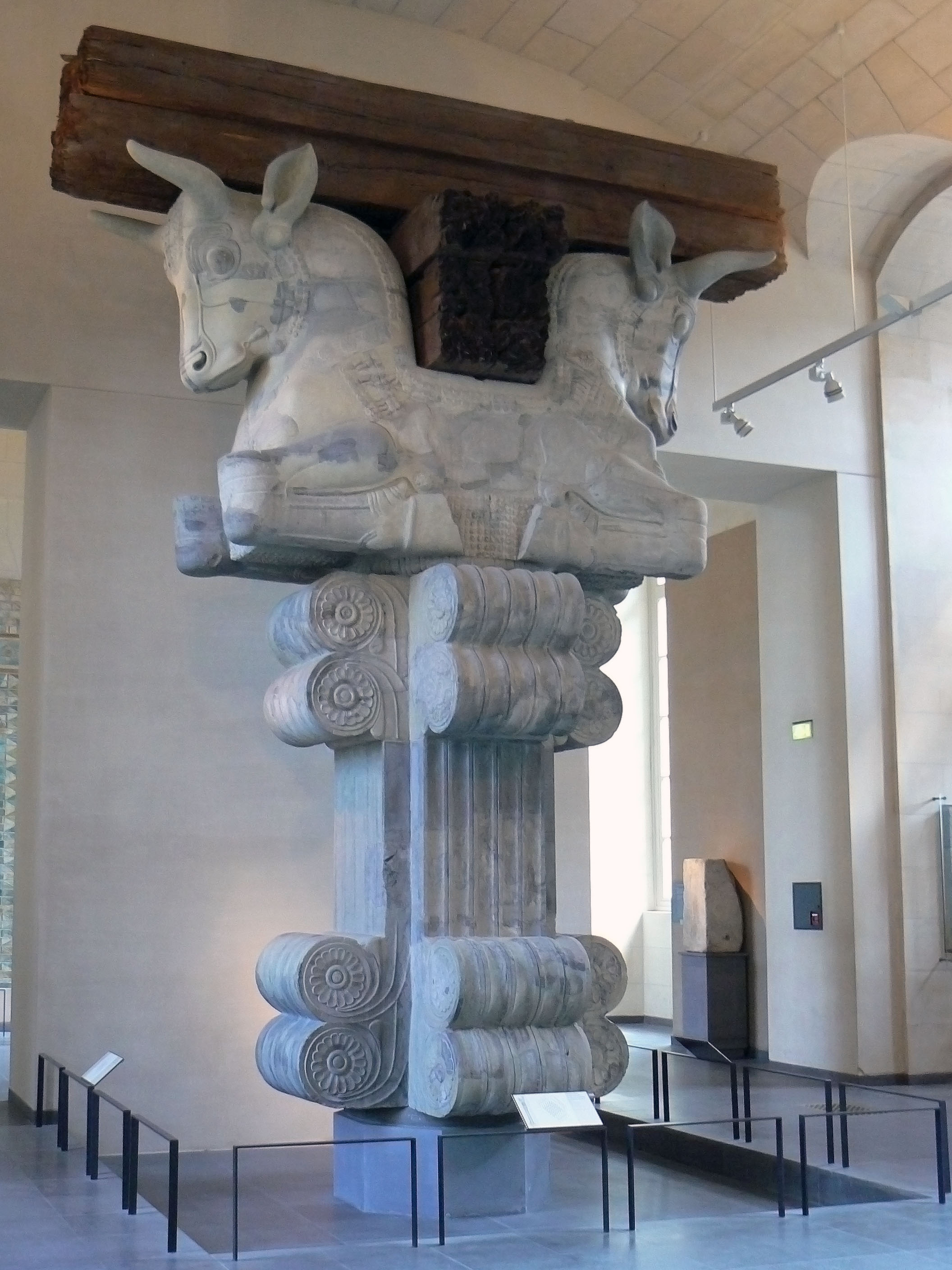
Capitell amb toro de l'Apadana del Palau de Darios, ara traslladat al Louvre
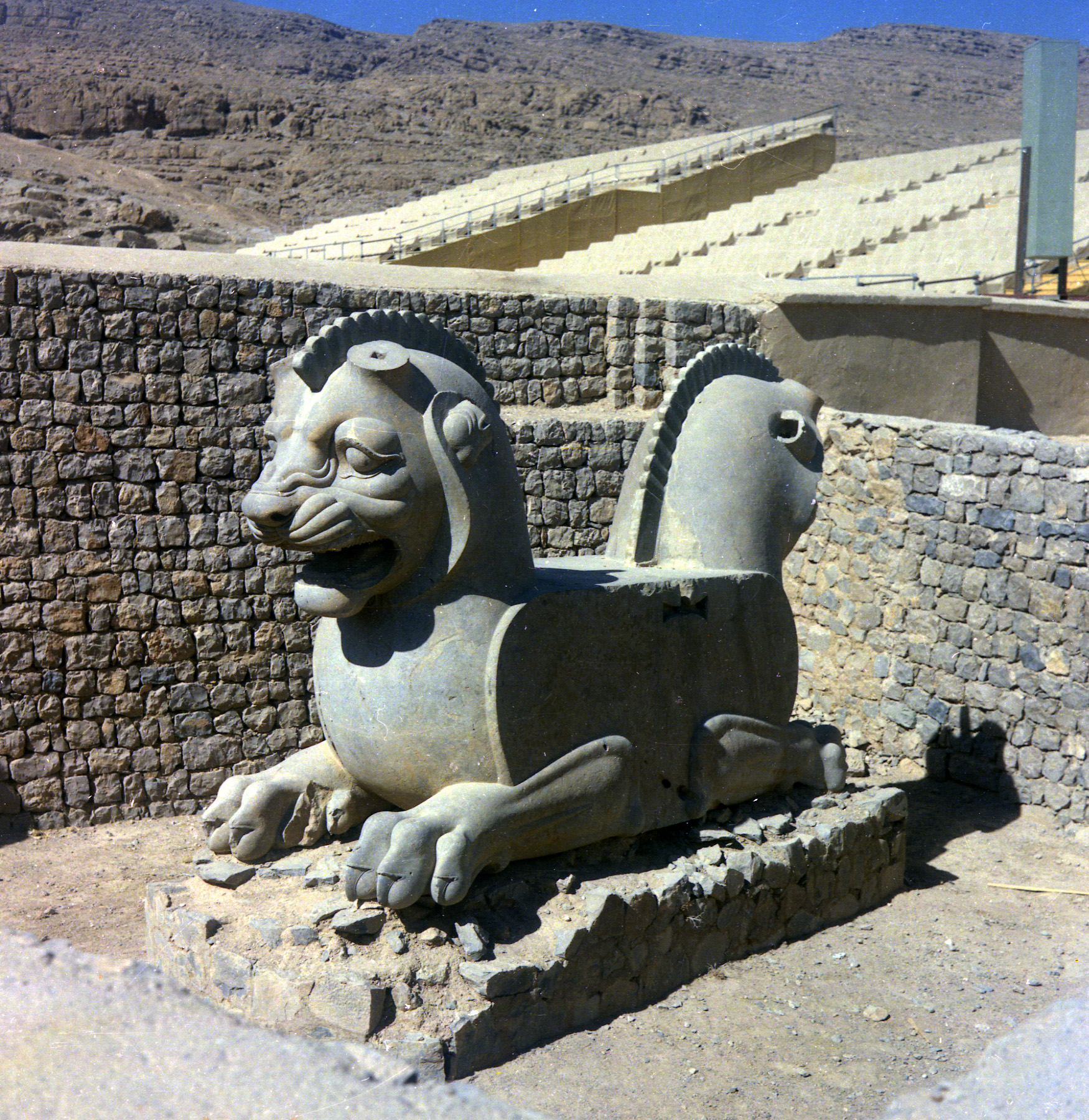
Capitell amb lleó de Persèpolis
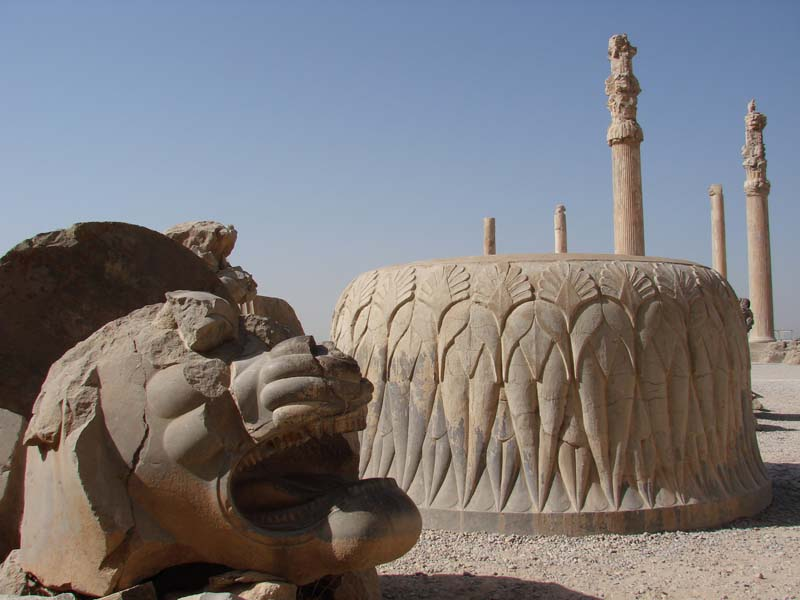
Fragment de lleó i base de columna a Persèpolis
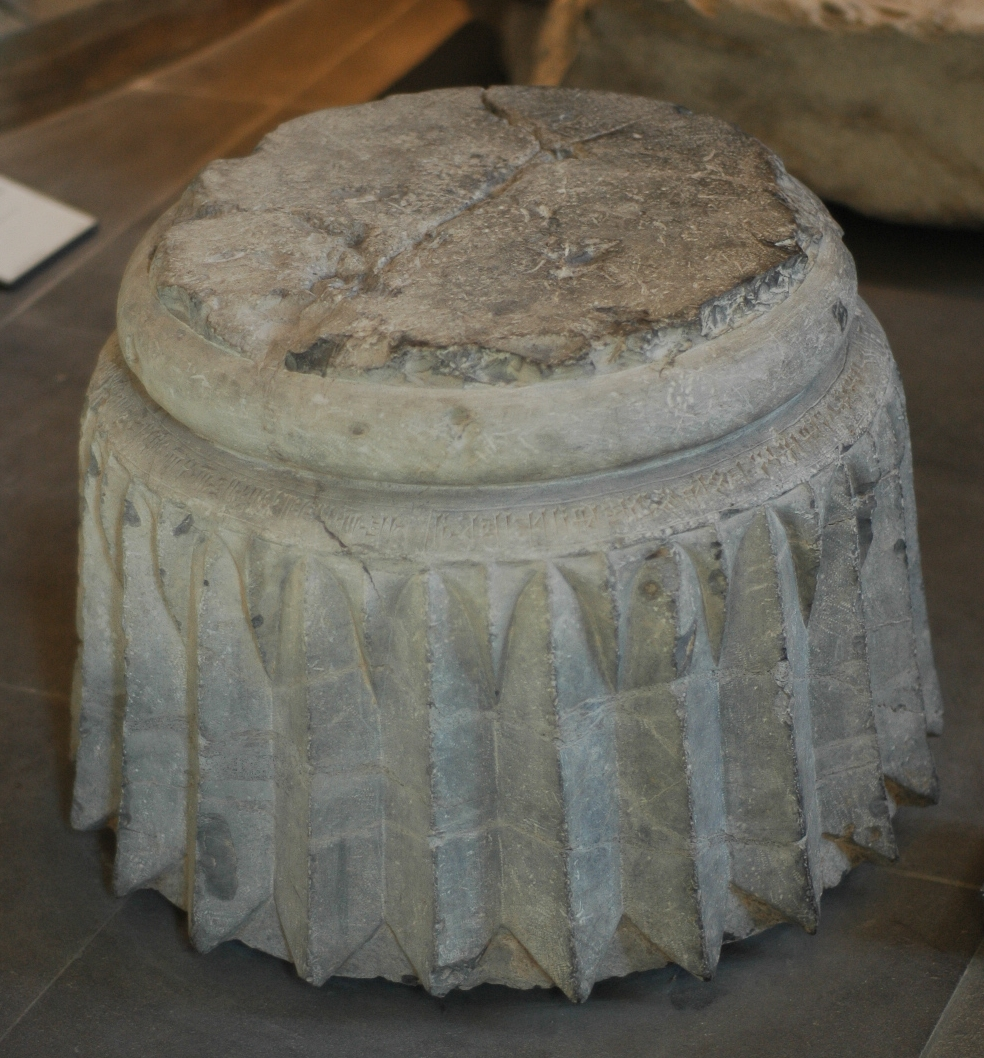
Base de Susa, amb inscripcions
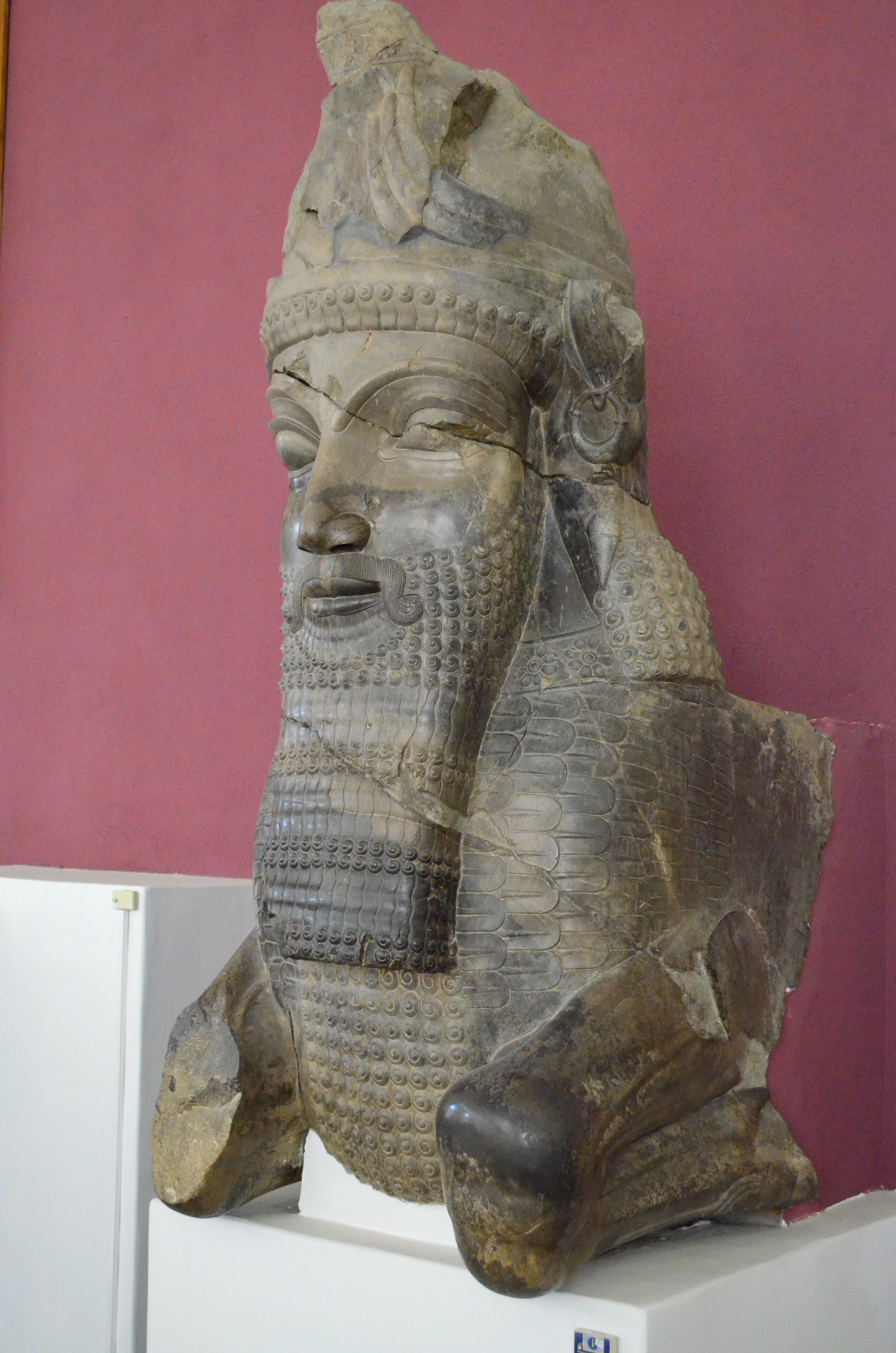
Capitell amb home-toro trencat, a Persèpolis
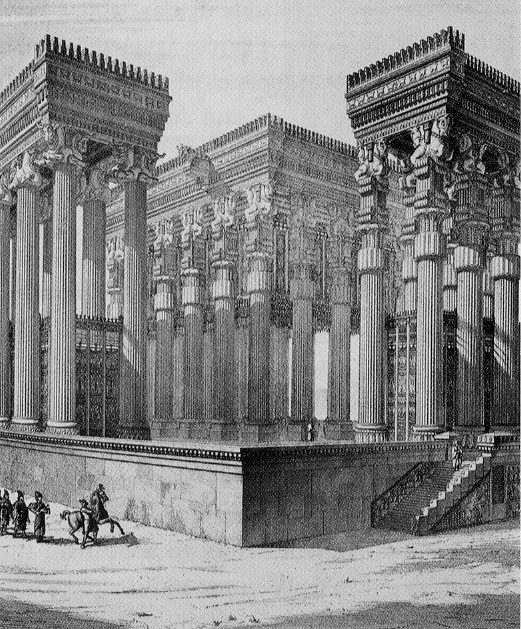
Reconstrucció de s. XIX de Persèpolis, per Flandin i Coste
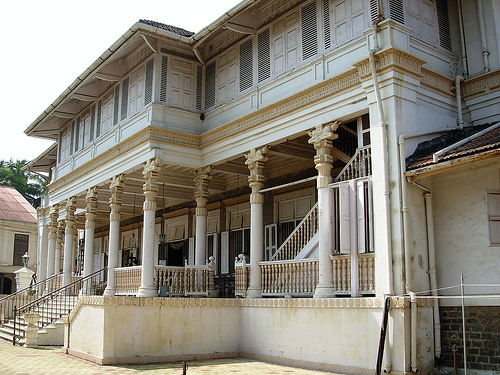
L'Udvada Atash Behram parsi, un templo de fuego a Udvada, Índia, 1894
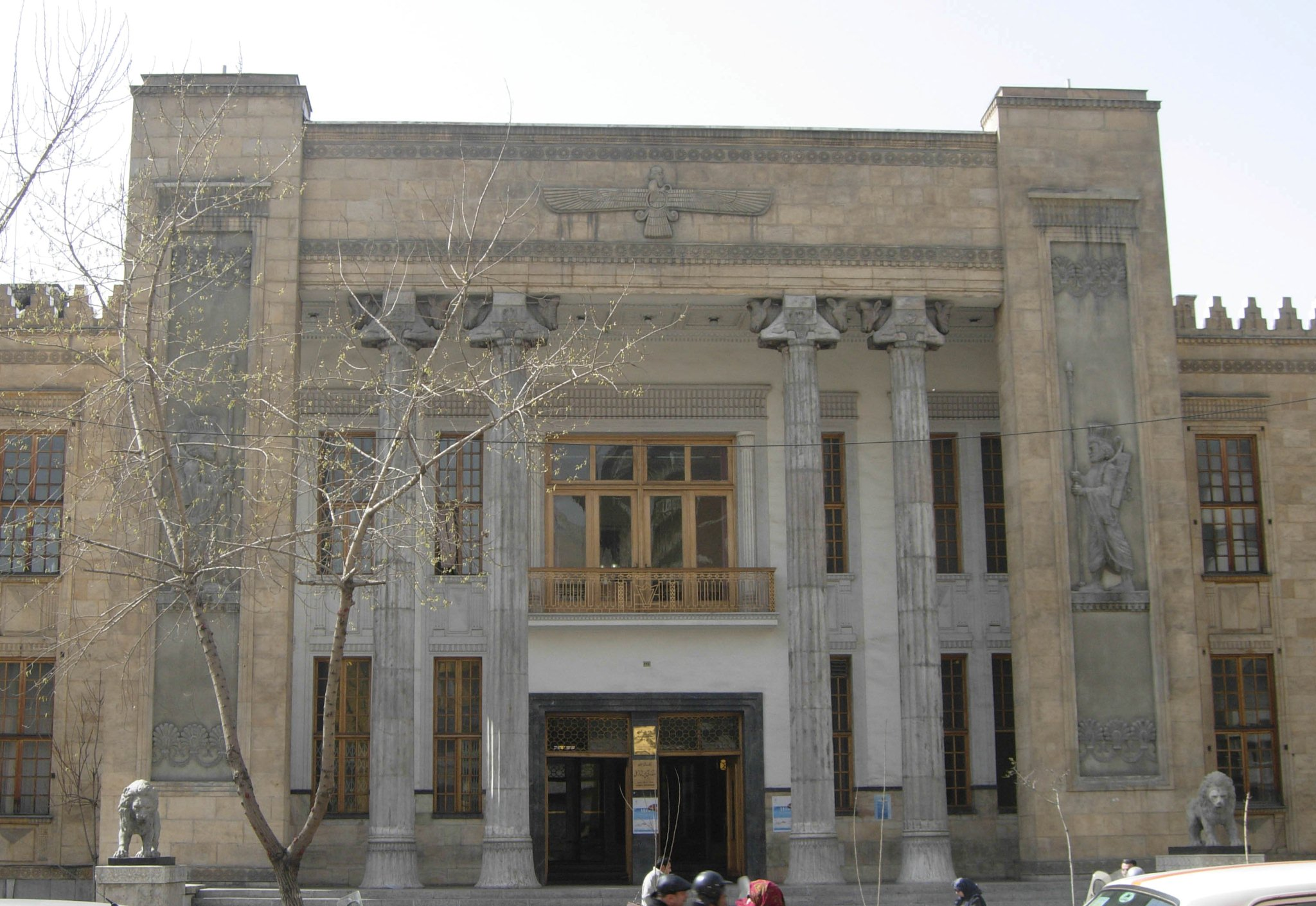
Banc Melli, Ferdowsi Ave, Teheran
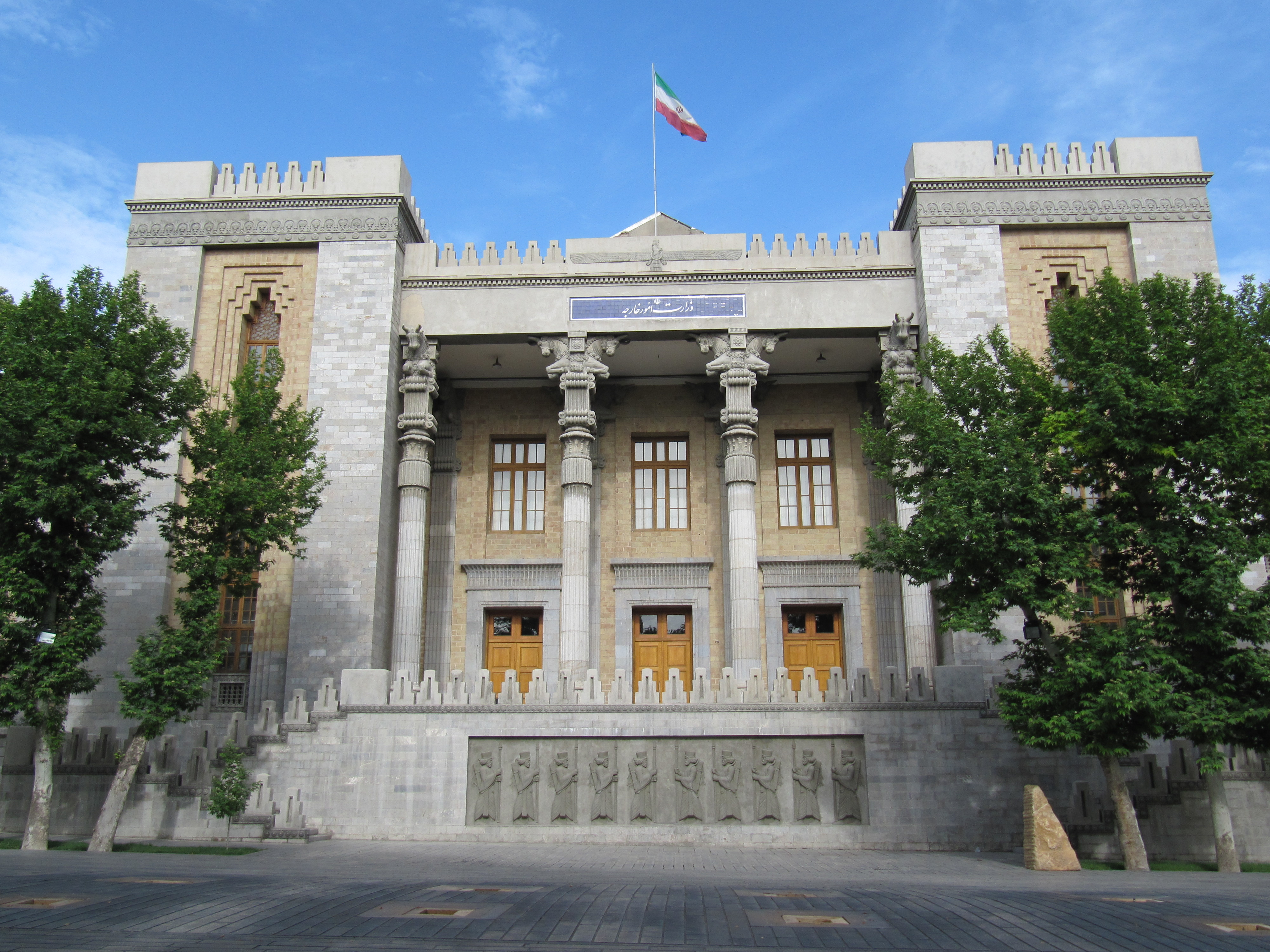
Renaixement: el modern Ministeri d'Afers Exteriors de l'Iran, 1939
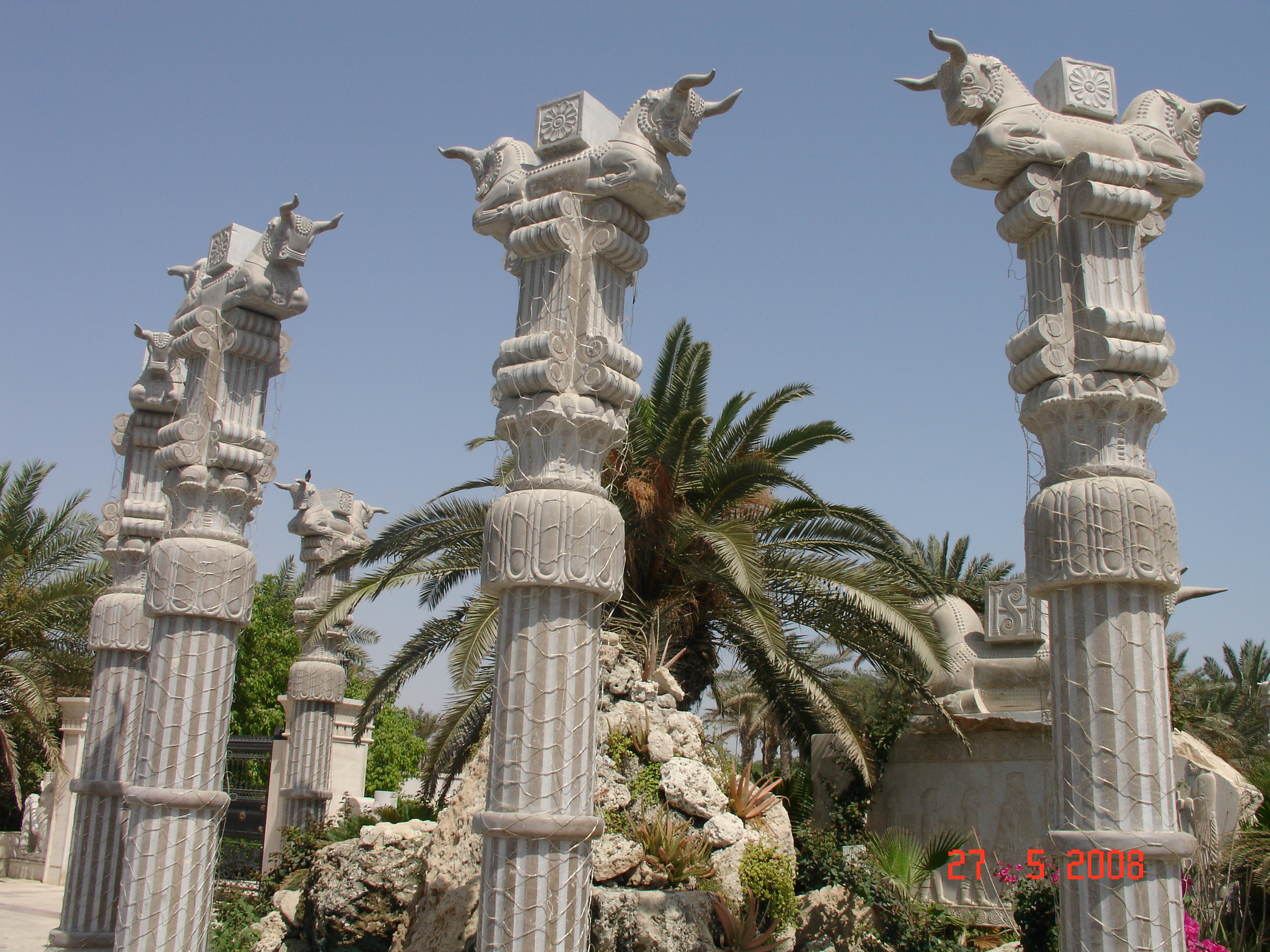
Columnes, Gran Hotel Darios, 1999, Kays
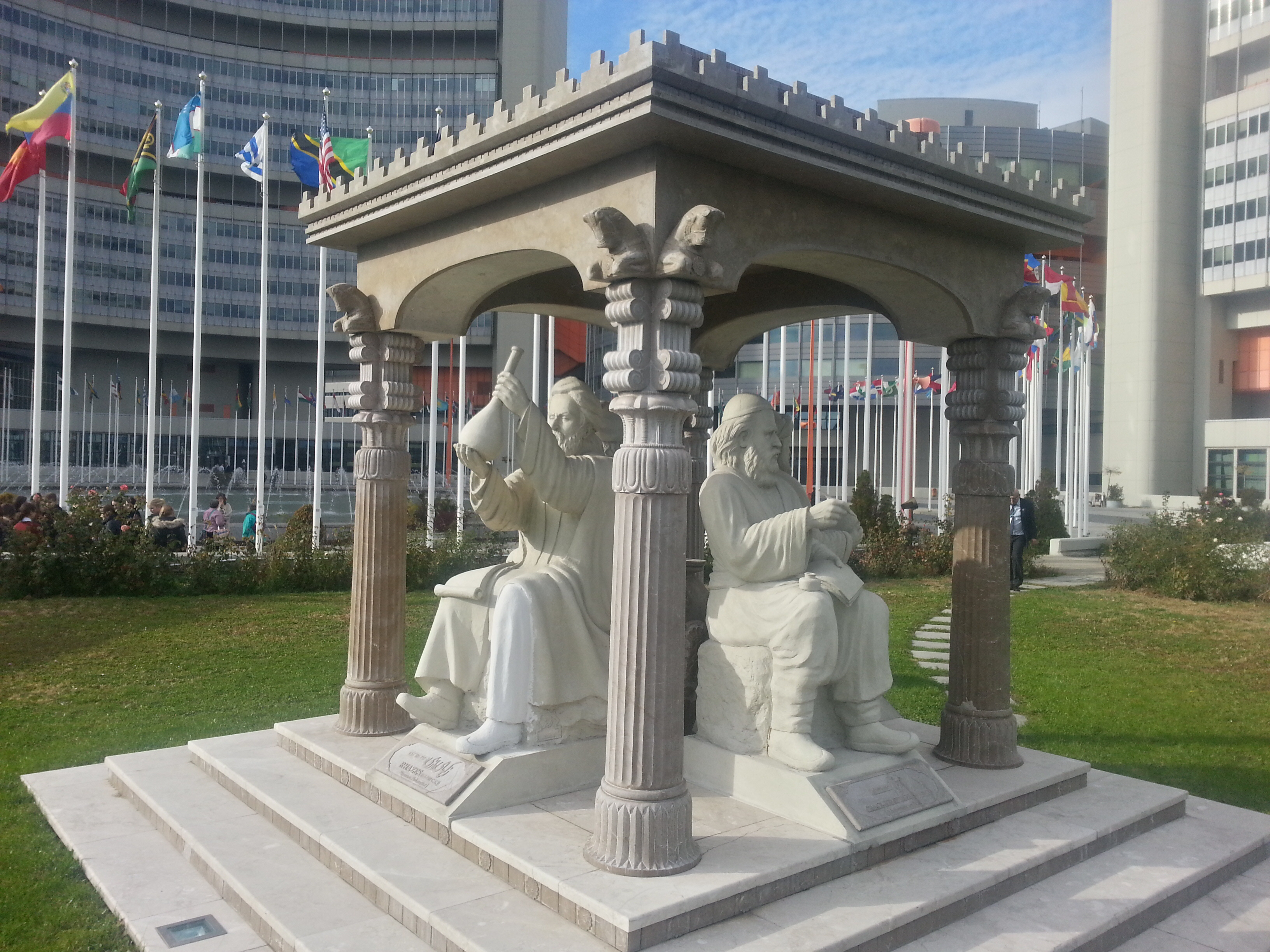
Pavelló de Savis a Viena, 2009